# Eatonica denysae
Eatonica denysae is een haft uit de familie Ephemeridae. De wetenschappelijke naam van de soort is voor het eerst geldig gepubliceerd in 1998 door Elouard & Sartori.
De soort komt voor in het Afrotropisch gebied.